# Docsity
Docsity ist eine Online-Lernplattform für Studenten und Schüler aus der ganzen Welt, in dem sie Lernmaterialien teilen und herunterladen können. Docsity basiert auf dem Prinzip des Tauschens. Um Dokumente herunterladen zu können, benötigen die Nutzer Punkte, die mit der aktiven Teilnahme an der Community erhalten werden können.

## Geschichte
Docsity wurde im Jahr 2010 von einem Studenten des Politecnico di Torino in einer ersten italienischen Version der Plattform gegründet.
Docsity wurde entwickelt, um eine Lösung für das Problem des Lernmaterialien-Austausches zwischen Studenten zu finden. 
Im Jahr 2014 wurde Docsity in Dubai mit dem Next Generation Award als eines der interessantesten Start-ups des Jahres im Bereich Bildung ausgezeichnet.